# Одна (фильм, 1931)
«Одна» — советский полнометражный чёрно-белый художественный фильм, поставленный на Ленинградской фабрике «Союзкино» в 1931 году режиссёрами Григорием Козинцевым и Леонидом Траубергом.
Премьера фильма в СССР состоялась 10 октября 1931 года.

## Значение
Один из первых звуковых фильмов СССР (впрочем, ещё широко используются титры). Первая звуковая картина Ленфильма. Фильм снимался как немой, но по приказу Министерства был переделан в звуковой, а главная героиня произносила лишь несколько слов. Рассматривается как переход Козинцева и Трауберга к реализму. Для композитора Д. Д. Шостаковича это была одна из первых работ для кино (первый опыт в кино — сочинение специальной музыки к картине «Новый Вавилон» этих же авторов).
Картина является одной из определяющих в создании мифа о романтике комсомольских строек, самопожертвовании во имя социалистического идеала и взаимозаменяемости личного и общественного.

## Сюжет
Учительница Елена Кузьмина заканчивает педагогический техникум, собирается выйти замуж, мечтает о хорошей жизни… но её отправляют в село, на Алтай. Там она сначала чужда нуждам местных жителей, но потом становится защитницей бедноты от кулака и бюрократа-председателя сельсовета. Советская власть не бросает учительницу. Председателя сельсовета снимают с должности, а для спасения тяжело больной Кузьминой правительство присылает аэроплан. Прощаясь, она обещает вернуться.

В фильме легко увидеть обычные для ФЭКС мотивы возвышенной мечты, разбивающейся о неприглядную реальность, и столкновение идеалиста с пугающей неизвестностью.

## Действующие лица и исполнители
- Елена Кузьмина — учительница Кузьмина
- Пётр Соболевский — её жених
- Сергей Герасимов — председатель сельсовета
- Мария Бабанова — его жена
- Ван Люй-Сян — кулак-бай
- Янина Жеймо — молодая учительница
- Борис Чирков — разговор по телефону
- Сергей Поначевный — работник отдела образования (нет в титрах)

## Съёмочная группа
- Авторы сценария и режиссёры — Григорий Козинцев, Леонид Трауберг
- Звукорежиссёр — Лев Арнштам
- Оператор — Андрей Москвин
- Художник — Евгений Еней
- Композитор — Дмитрий Шостакович
- Звукооператор — Илья Волк
- Озвучивание производилось на аппарате системы А. Ф. Шорина.